# Jens Leonhardt
Jens Leonhardt (* 1. August 1964) ist ein ehemaliger Fußballspieler aus der DDR.

## Sportlicher Werdegang

### Dynamo Dresden
Leonhardts fußballerische Laufbahn begann in der Jugend von Dynamo Dresden. Einen ersten Kurzeinsatz in der DDR-Oberliga erhielt er unter Dynamo-Trainer Klaus Sammer. Dieser setzte ihn am 10. September 1983, am 5. Spieltag der Saison 1983/84, im Auswärtsspiel beim 1. FC Union Berlin ab der 87. Spielminute für Torsten Gütschow ein. Dresden gewann die Partie im Stadion An der Alten Försterei mit 4:0. Es blieb sein einziger Einsatz für die 1. Herrenmannschaft Dresdens in jener Saison in der höchsten deutschen Spielklasse der DDR. In der Folgesaison, der Saison 1984/85, lief er ausschließlich in der Reservemannschaft Dresdens auf, die zuvor in die DDR-Liga aufgestiegen waren. Er absolvierte unter Trainer Wolfgang Haustein 27 Spiele, erzielte ein Tor (am 18. November 1984 zum zwischenzeitlichen 1:0 in der Partie gegen die BSG Motor Grimma) und wurde am Saisonende Dritter. Zudem wurde er von Haustein am 22. September 1984 in der 2. Hauptrunde im FDGB-Pokal 1984/85 gegen die 2. Herrenmannschaft vom FC Carl Zeiss Jena (5:1) berücksichtigt und erhielt darüber hinaus vom Klaus Sammer die Möglichkeit, sich im Pokal für die 1. Mannschaft zu empfehlen. So kam er am 21. Dezember 1984 im Viertelfinalrückspiel gegen Hansa Rostock (1:1), am 20. und 27. Februar 1985 gegen die zweite Mannschaft vom BFC Dynamo (im Hinspiel 1:2, im Rückspiel 5:3 i. E.) zu weiteren Einsätzen im FDGB-Pokal und hatte somit seinen Anteil am späteren Titelgewinn im Juni 1985.
Auch in Saison 1985/86 absolvierte Leonhardt FDGB-Pokalspiele. Beim Spiel der 1. Herrenmannschaft in der 1. Hauptrunde gegen die BSG Motor Werdau (10:0) stand er ebenso auf dem Platz wie in den Partien im Halbfinale im April und Mai 1986 gegen Union Berlin (2:1 und 3:4) und schied aufgrund der Auswärtstorregel aus. Bereits im November 1985 verlor er mit Dynamo Dresden II im Achtelfinalrückspiel gegen Carl Zeiss Jena 1:2 und schied auch mit der Reservemannschaft, da auch das Hinspiel 1:3 verloren ging, aus dem Wettbewerb aus. In der DDR-Fußball-Liga 1985/86 brachte er es auf 24 Einsätze und platzierte sich mit Dresden II im gesicherten Mittelfeld der zweiten Liga. Klaus Sammer, noch immer Trainer des Oberliga-Teams, verhalf Leonhardt am 31. August 1985 gegen Hansa Rostock (4:3) zu seinem zweiten Kurzeinsatz im Fußball-Oberhaus. Wieder wurde er in der 87. Spielminute eingewechselt; diesmal für keinen geringeren als Ulf Kirsten. Während der Rückrunde der Oberligasaison 1985/86 wurde Leonhardt in noch sechs weiteren Partien eingesetzt. Drei Spiele absolvierte er hierbei über die volle Distanz. Am Ende der Spielzeit konnte hinter Stahl Brandenburg nur Platz 6 erreicht werden, eine Platzierung, die nicht zur Teilnahme am UEFA-Pokal 1986/87 berechtigte.

### BSG Stahl Riesa
Ab Saison 1986/87 wechselte er zur BSG Stahl Riesa die ebenfalls in der Oberliga spielberechtigt waren. Gleich in seinem ersten Spiel für die Betriebssportgemeinschaft am 23. August 1986 erzielte Leonhardt eins seiner seltenen Tore. Im Spiel gegen die BSG Fortschritt Bischofswerder gelang der Treffer zum 2:1-Endstand. Stahl-Trainer Siegfried Gumz setzte ihn in seiner ersten Saison in Riesa in insgesamt 16 Partien ein. Hinzu kamen zwei weitere im Pokal gegen die BSG Aktivist Kali Werra Tiefenort (5:0) und der BSG Motor Fritz Heckert Karl-Marx-Stadt (1:0). Die Mannschaft siegte im erreichten Achtelfinale noch gegen den Halleschen FC (1:0), schied letztlich aber im Viertelfinale gegen die BSG Stahl Brandenburg (0:1) aus.
Die Saison 1987/88 endete für Leonhardt sportlich mit dem Abstieg in die DDR-Liga. Unter Trainer Manfred Lienemann, der Siegfried Gumz ersetzte, erreichten die Stahlwerker lediglich drei Siege, 10 Unentschieden aber 13 Niederlagen. Zu wenig für den Klassenerhalt in jener Saison, in der Leonhardt 21 Einsätze erhielt. Auch im Pokal schied Riesa bereits überraschend in der 1. Hauptrunde gegen den Zweitligisten BSG Fortschritt Weida aus (0:3). Reinhard Hauptmann, ehemaliger Spieler des BSG Stahl Riesa, wurde zur Zweitliga-Saison 1988/89 Leonhardts neuer Trainer. Unter ihm, und ab dem 25. Spieltag Gerd Schumann, brachte er es auf 15 Saison-Spiele und verpasste mit erreichtem Rang 11 den Wiederaufstieg.

### Hansa Rostock

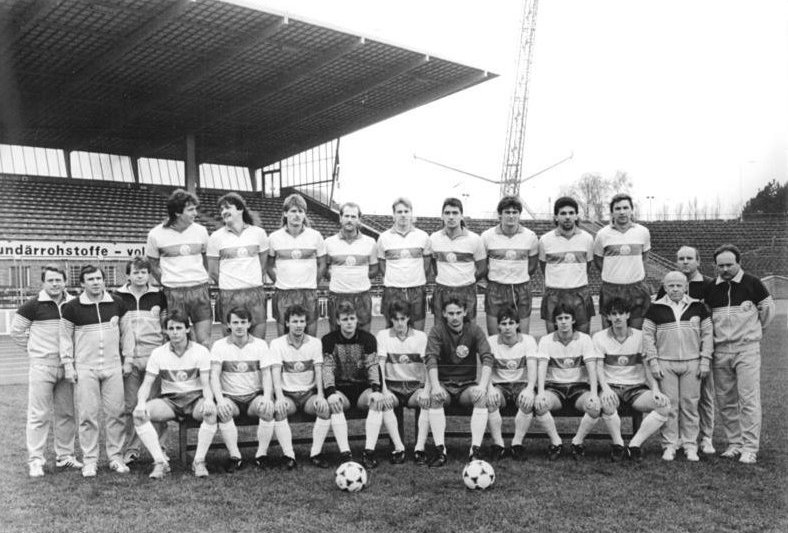
Jens Leonhardt auf dem Mannschaftsfoto des F.C. Hansa Rostock aus der Saison 1989/90 (sitzend der siebte Spieler von links).

Im Jahr 1989 wechselte Leonhardt zum F.C. Hansa Rostock an die Ostseeküste. Unter Hansa-Trainer Werner Voigt debütierte er für die Norddeutschen am 12. August 1989, dem 1. Spieltag der Oberliga-Saison 1989/90, im Ostseestadion vor 20.000 Zuschauern gegen Stahl Brandenburg (1:0). Da sich Hansa in der vergangenen Saison auf Rang 4 platzierte und dieser Platz zur Teilnahme am UEFA-Pokal 1989/90 berechtigte, kam Leonhardt am 12. September 1989 zu seinem einzigen Europapokalspiel. Er wurde in der 85. Minute eingewechselt und konnte die 2:3-Heimniederlage gegen Baník Ostrava nicht mehr verhindern. Da auch das Rückspiel mit 0:4 verloren ging, schied man international bereits in der 1. Runde aus. Im FDGB-Pokal 1989/90 erhielt Leonhardt Einsätze in der 1. Runde gegen die ASG Vorwärts Hagenow (1:0) und im Achtelfinale gegen die BSG Chemie Buna Schkopau (0:1). Beim Auswärtsspiel am 18. Mai 1990 in Aue (2:3), dem 25. Spieltag, lief er ein letztes Mal für die Rostocker in der DDR-Oberliga auf und erreichte mit der Kogge den sechsten Tabellenplatz. Leonhardt absolvierte insgesamt 17 Pflichtspiele für den F.C. Hansa.

### SV Hafen Rostock und Stralsund
Stadtintern zog es Jens Leonhardt zur Saison 1990/91 zum SV Hafen Rostock 61 in die DDR-Liga, für die er erstmals am 12. August 1990, dem 1. Spieltag der Saison 1990/91 im Spiel gegen FV Fortschritt Bischofswerda (0:1), auflief. Im FDGB-Pokal verabschiedete er sich mit der Mannschaft am 25. August 1990 aus dem Wettbewerb, da im Stadion am Damerower Weg gegen den FC Berlin in der 1. Hauptrunde 0:3 verloren wurde. Nach fünf weiteren Ligaeinsätzen für Rostock, schloss er sich ab Oktober 1990 dem Ligakonkurrenten TSV 1860 Stralsund an. Da der TSV im Jahr 1990 die Mannschaft aus finanziellen Gründen aus dem Spielbetrieb zurückzog, blieb es bei insgesamt neun Spielen und einem erzielten Tor für die Stralsunder. Sein erster Einsatz datiert hierbei auf den 7. Oktober 1990 gegen die Vertretung der BSG Aktivist Schwarze Pumpe (1:2), sein letzter auf den 9. Dezember 1990 gegen den 1. FC Union Berlin. Schließlich kehrte er nach Rostock zurück und absolvierte dort am 10. März 1991 sein letztes Spiel für den SV Hafen Rostock gegen die BSG Aktivist Schwarze Pumpe (1:1).

### SpVg Aurich
Leonhardt wechselte im Sommer 1991 als einer von elf Neuzugängen aus der ehemaligen DDR, darunter Torsten Peplow, Ulf Groothuis und Steffen Baumgart, zur SpVg Aurich in die Verbandsliga Niedersachsen. Mit den Ostfriesen erreichte er in Saison 1991/92 und 1992/93 ungefährdete Mittelfeldplätze.

### Nationalmannschaft
Zwölf Mal lief Leonhardt für die U-16, weitere sieben Mal für die U-18-Nationalmannschaft der DDR auf. Für beide Mannschaften erzielte er jeweils einen Treffer.